# Who's Harry Crumb?
Who's Harry Crumb? (conocida en Hispanoamérica como El investigador chiflado) es una película estadounidense de 1989 protagonizada por John Candy y dirigida por Paul Flaherty. Relata la historia de un despistado investigador privado que debe solucionar el misterio de la desaparición de una famosa modelo.

## Sinopsis
Mientras visita Beverly Hills, la exuberante modelo Jennifer Downing, hija del millonario P.J. Downing, es secuestrada. Su padre se dirige a un amigo de la familia, Eliot Draisen, que es presidente de la agencia de detectives Crumb & Crumb, para investigar el caso. Harry Crumb, un despistado pero a veces brillante investigador privado, se hace cargo del caso.

## Reparto
- John Candy es Harry Crumb.
- Jeffrey Jones es Eliot Draisen.
- Annie Potts es Helen Downing.
- Tim Thomerson es Vince Barnes.
- Barry Corbin es P.J. Downing
- Shawnee Smith es Nikki Downing.
- Valri Bromfield es la Detective Casey.
- Renée Coleman es Jennifer Downing.
- Wesley Mann es Tim.